# Saint-Hilaire-en-Woëvre
Saint-Hilaire-en-Woëvre – miejscowość i gmina we Francji, w regionie Grand Est, w departamencie Moza.
Według danych na rok 1990 gminę zamieszkiwało 120 osób, a gęstość zaludnienia wynosiła 11 osób/km² (wśród 2335 gmin Lotaryngii Saint-Hilaire-en-Woëvre plasuje się na 925. miejscu pod względem liczby ludności, natomiast pod względem powierzchni na miejscu 541.).